# Douaouda
Douaouda est une commune de la wilaya de Tipaza, en Algérie.

## Géographie

### Situation
La commune de Douaouda est située au nord-est de la wilaya de Tipaza, à la limite administrative de la wilaya d'Alger, à environ 33 km au sud-ouest d'Alger et à environ 36 km à l'est de Tipaza.
|       | Mer Méditerranée | Zéralda (Alger) |
| Fouka | Douaouda         | Zéralda (Alger) |
| Koléa | Koléa            | Mahelma (Alger) |

### Relief et hydrographie
Le village de Douaouda est située sur une plaine à 110 mètres de hauteur qui descend lentement vers la mer. À l'est se trouve l'oued Mazafran dont les eaux pompées irriguent les terres agricoles de Douaouda. Au sud se situe une forêt sur la colline qui descend jusqu'à l'oued.

### Transport
Douaouda est desservie par l'autoroute Alger-Cherchell qui remplace la RN11 sur l'axe côtier. Par ailleurs la RN69 y prend naissance pour desservir Kolea et se terminer à Blida.

### Routes
La commune de Douaouda est desservie par la route nationale: RN11 (Route d'Oran).

### Localités de la commune
En 1984, la commune de Douaouda est constituée des localités et domaines suivants : Cité des Oliviers, Cité Nouvelle, Domaines autogérés de 1 à 12, Douaouda-Marine, Douaouda-Ville, Sasso. Le village de Douaouda constitue l'agglomération chef-lieu, il existe une agglomération secondaire appelée Douaouda Marine à 2 km au nord.

## Urbanisme
L'architecture de la ville est de style colonial français.

## Histoire
Le centre colonial de Douaouda est créé le 5 juillet 1843 pour 70 familles franc-comtoises sur un territoire de 807 hectares. La commune est instituée par décret pour la première fois le 6 août 1844 avant d'être réintégrée à celle de Koléa le 21 novembre 1851. Elle sera recréée le 3 avril 1908.
Le village côtier de Douaouda Marine, appelé précédemment Boufarik-les-bains puis Douaouda-les-bains est devenu une importante station balnéaire à partir du début du XXe siècle.

## Démographie
| 1858 | 1865 | 1884 | 1892 | 1897 | 1902 | 1987  | 1998   | 2008   |
| ---- | ---- | ---- | ---- | ---- | ---- | ----- | ------ | ------ |
| 301  | 275  | 268  | 426  | 424  | 773  | 9 717 | 13 622 | 22 408 |

Populations des différentes agglomérations en 1987 : Douaouda, 8 135 hab.; Douaouda Marine, 1 582 hab.
Populations des différentes agglomérations en 1998 : Douaouda, 11 605 hab. ; Douaouda Marine, 2 017 hab.
Populations des différentes agglomérations en 2008 : Douaouda, 11 176 hab.

### Répartition des nouveaux arrivants
Douaouda connait un afflux de population vers elle, ils vivent dans des coopératives immobilières comme la cité JSK ou citi kbayal. Les nouveaux arrivants proviennent des communes de Bir Mourad Raïs et Aïn Boucif, entre autres.

## Économie

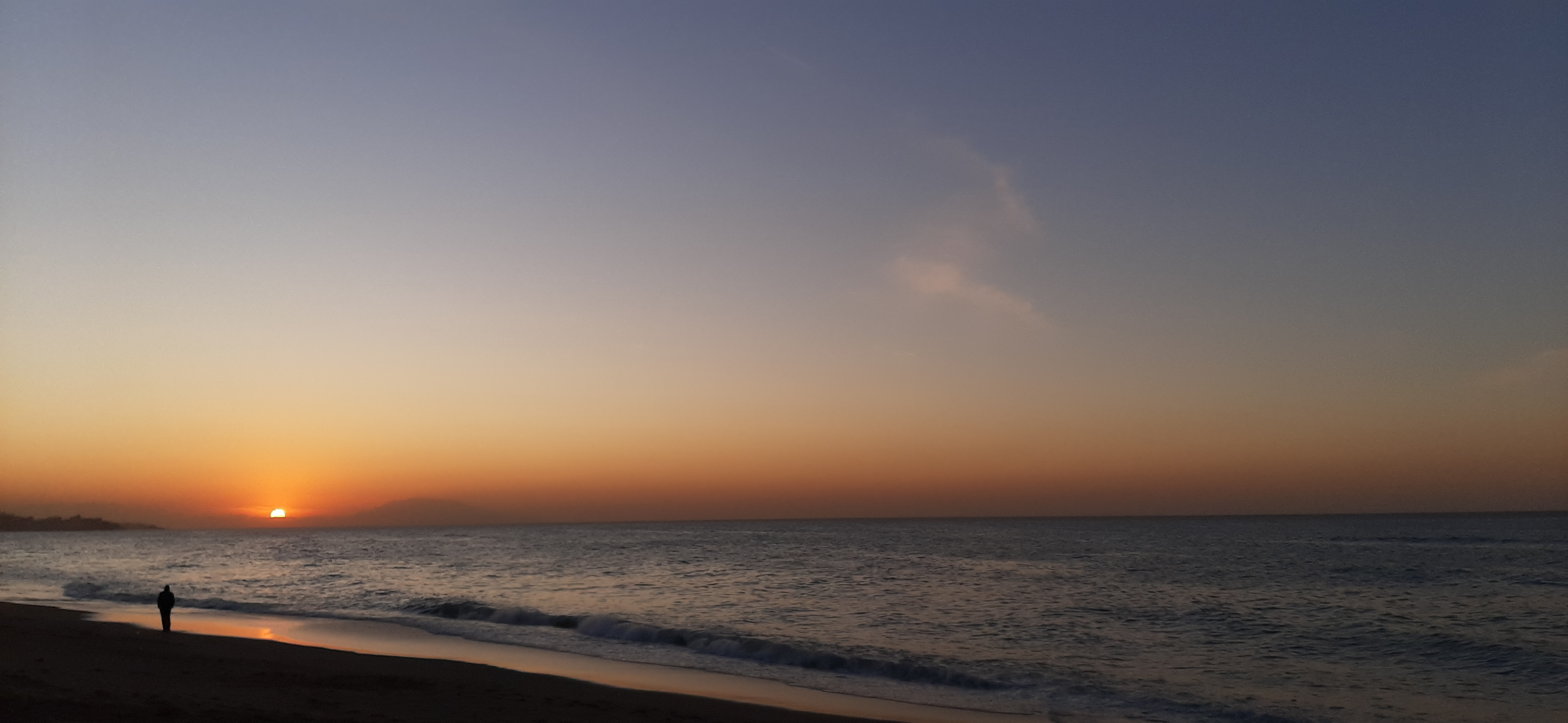
Coucher de soleil sur la Plage Colonel Abbes, Douaouda.

Douaouda est une ville côtière, disposant d'une plage (plage du Colonel Abbes) qui s'étend sur 3 km. Elle a une économie essentiellement agricole et touristique.

## Personnalités liées à la commune
- Kléber Mesquida, homme politique français, y est né en 1945.